# Анчихский говор собственно-каратинского диалекта
Анчихский говор собственно-каратинского диалекта — говор собственно-каратинского диалекта каратинского языка. Имеет наибольшее отличие от других говоров собственно-каратинского диалекта. Распространён в селе Анчик Ахвахского района республики Дагестан. 

## Лингвистическая характеристика
Существуют значительные лексические отличия от собственно-каратинского диалекта, в том числе в указательных частицах (анч. «гьуме», кар. «гьулъуба», рус. «вон (далеко наверху)», а также анч. «гьаме», кар. «гьабай», рус. «этот (рядом с 1-м лицом)»).
В словах в дательном падеже наращивается «в» (йацц ва — «сестре», вацц ва — «брату»).

## Пример текста
Данное стихотворение на анчихском говоре написано неким Шейхмагомедом, также представлен подстрочный перевод на русский язык:
| Анчихский говор: | Русский язык: |
| Алала бак вале Бак валолъ ила Бак вал хъибо йил'ай Илъатой ила Гьаб къойлъил гьчlухвар Гъанол ъел никlар Ино къой белъовъ Ино воцlал ила | Ой, мой живот Живота мать. Живот разорвав умершая Мачеха Какой же долгий этот день Немного хлеба Когда же день пройдёт Когда я буду сыт |